# Claudia Chender
Claudia Chender, née le 29 juillet 1976, est une avocate, femme d'affaires et femme politique canadienne.
Elle est la cheffe du Nouveau Parti démocratique de la Nouvelle-Écosse depuis le 25 juin 2022 et elle représente la circonscription de Dartmouth-South à l'Assemblée législative de la Nouvelle-Écosse depuis les élections de 2017.
Elle est cheffe de l'opposition officielle de la Nouvelle-Écosse depuis le 26 novembre 2024.

## Biographie
Née le 29 juillet 1976, Claudia Chender est titulaire d'un baccalauréat ès arts de l'Université Dalhousie et d'un baccalauréat en droit de l'Université de Victoria.
Elle est propriétaire d’une petite entreprise.
Lors des élections générales néo-écossaises de 2017, elle est élue députée à l'Assemblée législative de la Nouvelle-Écosse de la circonscription de Dartmouth-Sud (en) sous la bannière du Nouveau Parti démocratique de la Nouvelle-Écosse avec seulement 197 votes de majorité. Elle est réélu en 2021 obtenant alors 58.1 % des voix. 
Le 25 juin 2022, elle devient cheffe du Nouveau Parti démocratique de la Nouvelle-Écosse, succédant à Gary Burrill (en), chef du parti depuis février 2016.
Elle est réélu pour un troisième mandat lors des élections du 26 novembre 2024 avec 68,5 % des voix. Le NPD obtient neuf sièges et devient l'opposition officielle. Chender devient ainsi cheffe de l'opposition officielle de la Nouvelle-Écosse.